# MiNoKoBo!〜MiNoっちゃお!KoBoっちゃえ!
『MiNoKoBo!～MiNoっちゃお!KoBoっちゃえ!』（ミノコボ!ミノっちゃお!コボっちゃえ!）は、CBCラジオローカルの箱番組。2009年10月5日放送開始、2011年4月25日放送終了。

## 概要
活性水素水製造販売業者VanaH社長の石山久男の娘、MiNo（本名：石山実乃、当時女子大生）の冠番組。CBCアナウンサーの小堀勝啓が相方を務める。小堀にとって平日夕方の『小堀勝啓の心にブギウギ!』以来半年ぶりのレギュラー出演となる。

## 放送時間
- 毎週月曜日 19:30〜20:00 （2009年10月5日～2011年4月25日）

## 出演者
- MiNo
- 小堀勝啓

## 主なコーナー
- MiNoっちゃお! ナゴヤランキング
MiNoが名古屋で見つけた流行モノをランキングで紹介。

- ドラマティックにロマンティック
往年の名画・話題の映画・テレビドラマのワンシーンを再現。

- お父さんのための中国語会話
ちょっとためになる、きっと役立つ中国語ワンポイントレッスン。